# Hemiceras cinnoma
Hemiceras cinnoma är en fjärilsart som beskrevs av Max Wilhelm Karl Draudt 1933. Hemiceras cinnoma ingår i släktet Hemiceras och familjen tandspinnare. Inga underarter finns listade i Catalogue of Life.